# إدريس الأسمر
إدريس أحمد الأسمر (4 ديسمبر 1975) هو حارس مرمى مغربي سابق، لعب لأندية المغرب والسويد واليونان، ولعب دوليًا بين عامي 1998 و 2003، فاز بثلاث مباريات دولية مع المنتخب المغربي، ولعب لبلاده في كأس الأمم الأفريقية عام 1998.

## مهنة النادي
بدأ لعب كرة القدم مع فريق الدفاع الحسني الجديدي عام 1995، ثم انتقل إلى نادي الجيش الملكي لمدة ثلاثة مواسم قبل أن يعود إلى نادي الدفاع لموسم آخر قبل أن ينتقل إلى السويد ليلعب مع فريق الدرجة الثانية نادي ديجرفورس، وبعد نهاية الموسم وقع عقدًا لمدة ثلاث سنوات مع نادي مالمو في سبتمبر 2001. ثم عاد بعد ذلك إلى المغرب ليلعب مع نادي الرجاء ويفوز بلقب الدوري المغربي 2003-2004، وفي سن الثلاثين، غادر المغرب ليوقع عقداً مع نادي إثنيكوس أستراس الذي يلعب في الدوري اليوناني الدرجة الثانية في يونيو 2006.

## مهنة دولية
وخاض إدريس ثلاث مباريات مع المنتخب المغربي، واختير كحارس مرمى احتياطي لنهائيات كأس الأمم الأفريقية 1998.

## روابط خارجية
- إدريس الأسمر على موقع قاعدة بيانات كرة القدم.إي يو (الإنجليزية)
- إدريس الأسمر على موقع ناشيونال فوتبول تيمز (الإنجليزية)